# Citroën C5
Citroën C5 är en mellanklassbil som presenterades 2001. Den ersatte då Citroën Xantia liksom den större Citroën XM. Den är gasfjädrad och var den första Citroën-modellen med nya hydraulvätskan LDS. Modellen finns som 5-dörrars halvkombi och kombi, där halvkombin ser ut som en sedan, men har halvkombilucka, där tidigare Citroën-modeller (t.ex. CX och GS) har haft det omvända förhållandet. C5 genomgick en större uppdatering 2004 (generation 2) då den fick detaljer i designen som anknöt till Citroën C4 och Citroën C6. I och med detta introducerades också adaptiva kurvljus; ett koncept som ID/DS och SM hade under 1970-talet, liksom avåkningsvarnaren AFIL.
Med C5 övergav man det integrerade hydraulsystemet för bromsar och styrning som Citroën använt sedan 1955. Kostnadsskäl angavs som främsta anledning. Bland annat är det en fördel att man kan använda samma komponenter som i andra modeller inom koncernen. Fjädringssystemet finns i två varianter: Hydractive 3, som finns i modeller med 1,8 liters bensinmotor och Hydractive 3+, som finns i övriga modeller. En förbättring av hydraulsystemet från tidigare vilar är att höjdsensorerna är elektroniska i stället för mekaniska. Det gör det möjligt att justera markfrigången automatiskt efter hastigheten. Man kan liksom tidigare ställa in höjden manuellt, men styrdatorn förhindrar att man väljer en helt felaktig höjd i förhållande till hastigheten. 
Till årsmodell 2008 kom generation tre av C5. Den finns som sedan och kombi och kan även fås med konventionell fjädring. För årsmodell 2013 gäller att bilar med 110 och 115 hk motorer har konventionell fjädring, medan de med starkare motor har Hydractive 3+.

## Generation 1 (2001–2004)
Modellen började säljas i Frankrike i mars 2001.
Bland nyheterna från tidigare modeller fanns en ny generation av fjädringssystemet Hydractive. Motoralternativen var bensinmotorerna 1.8i 16v (117 hk), 2.0i 16v (138–143 hk) samt 3.0i V6 (210 hk). Dieselmotorn 2.0 HDi fanns med 90 eller 110 hk, och 2.2 HDI hade 136 hk samt partikelfilter.

## Generation 2 (2004–2008)
I september 2004 gjordes en större ansiktslyftning av C5: Nya strålkastare och baklyktor som förändrade bilens utseende. Stilen anknöt till övriga aktuella modeller från Citroën. Även nya motorer introducerades, liksom en förbättrad version av ESP. 
Den här versionen tillverkades t o m december 2007, men de sista bilarna fick årsmodell 2008.

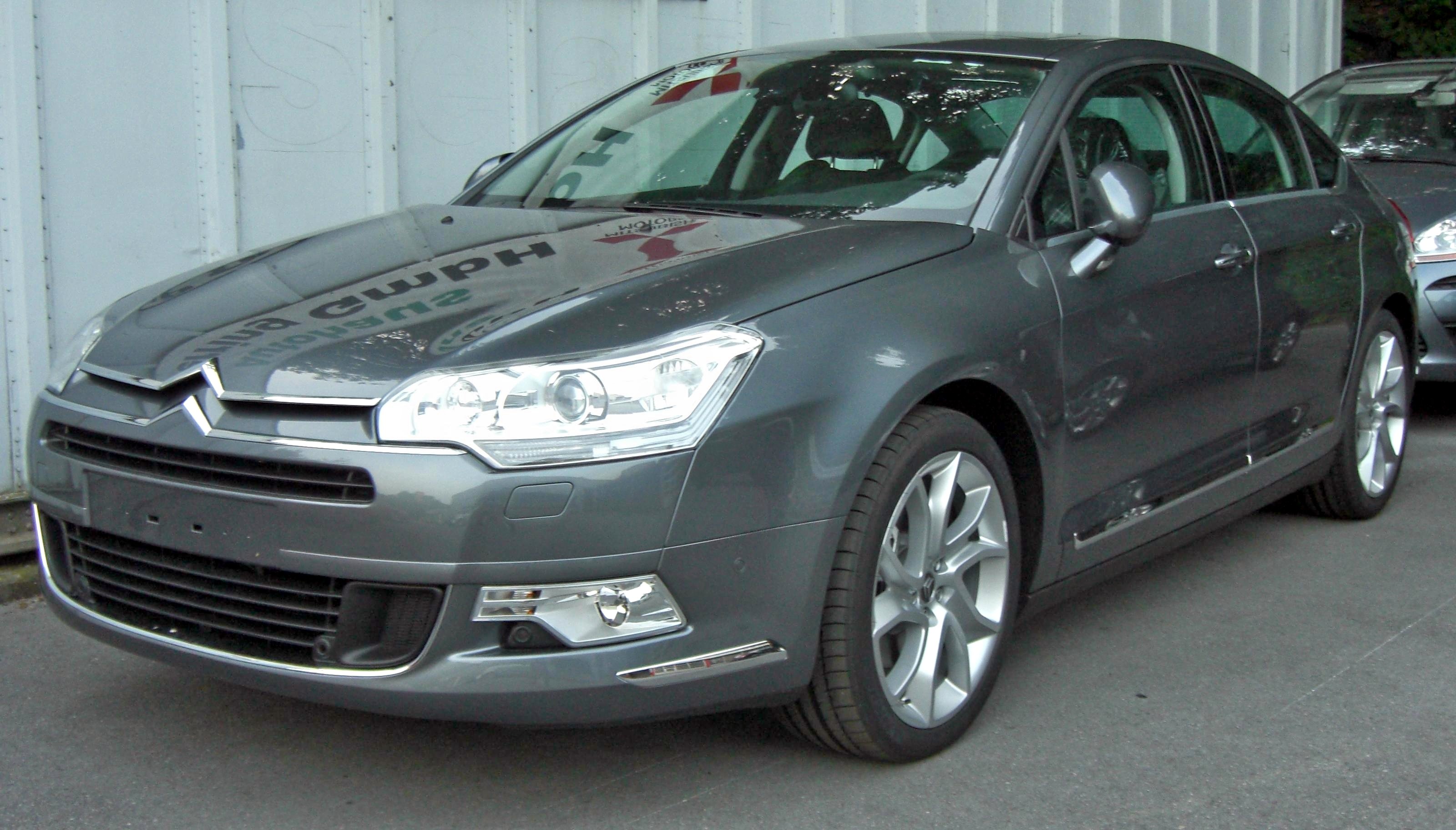
Citroën C5, generation 3.

## Generation 3 (2008-2017)
Tredje generationen presenterades 2007 och började säljas som 2008 års modell. Karossalternativen var nu sedan eller kombi (Tourer). Motoralternativet var bensinmotor på 2 liter (rak fyra) eller 3 liter (V6:a) och diesel på 2 eller 2,2 liter. Även V6-motorn från C6 på 2,7 liter (senare 3 liter) fanns som dieselalternativ. Senare tillkom en 1,6-litersdiesel.